# 酒井若菜
酒井 若菜（さかい わかな、1980年9月9日 - ）は、日本の女優、作家、元グラビアアイドル。本名および旧芸名、酒井 美幸（さかい みゆき）。
栃木県下都賀郡野木町出身。ムーン・ザ・チャイルド、A-teamを経てアービングに所属。

## 来歴
1995年7月デビュー。本名の酒井美幸でデビューしたが、同時期に同音異字の酒井美雪がデビューしたため、芸名を酒井若菜に変更した。「若菜」は、当時プロフィールの写真撮影を担当したカメラマンの妻の名前が由来である。栃木県立小山南高等学校在学中の1997年に「第8回ヤングジャンプ全国女子高生制服コレクション」準グランプリ、1999年に「日テレジェニック'99」に選ばれ、主にグラビアアイドルとして活動する。
1997年に『サイコメトラーEIJI』（日本テレビ）で女優としてデビュー。2002年頃から女優業をメインに活動。
2000年4月から、公式サイトで月替わり有料コンテンツ「酒井若菜診断室」を提供していた。グラビアアイドル時代はロケ撮影による100枚程度の画像や映像、掲示板があり、女優に転身した後は、オフショットや本人のエッセイなど、継続利用特典として本人のトークを提供していた。所属事務所の公式サイトリニューアルに伴い、2006年8月を最後に有料コンテンツの提供は休止された。
2005年6月には、抜擢が決まっていたゴールデンタイムの連続ドラマ初主演を蹴ってまで出演を決めた初舞台となる大人計画『キレイ〜神様と待ち合わせした女〜』を本番直前にして急遽降板、急性胃腸炎による体調不良が原因と報じられた。闘病のためとして、約1年間にわたり芸能活動を休業することとなった。休業からの復帰後は脇役ばかりで仕事に恵まれず、後に自身が「地獄のような日々」だったと振り返るように、女優業は低迷、一方で女優業と並行して小説、エッセー集を発表するなど文筆業にも力を入れるようになった。
2009年2月にA-teamへ移籍。同年11月11日、久しぶりのグラビア復帰で写真集『月刊 酒井若菜』（新潮社）を発売した。公式ブログで「久々の写真集です。たぶん数年ぶりにして最後の写真集になるから、お見逃しなく」と綴っていた。2013年9月8日には、約10年ぶりとなるグラビア写真集『I LOVE YOU』を発売し、発売記念イベントにおいて「前回も最後の写真集と言っておきながら、出しちゃったからもしかしたらまたあるかも」と語っている。
2010年には念願叶ってNHK大河ドラマ『龍馬伝』に近藤長次郎の妻・お徳役で出演、2014年の大河ドラマ『軍師官兵衛』や2015年の連続テレビ小説『マッサン』などにも出演した。一方で、2013年3月には作・演出の鈴木おさむ直々のオファーにより、鈴木おさむ劇場 第2回公演『イケナイコトカイ?』で8年半振りの初舞台出演を果たした。2016年のフジテレビ系『火の粉』にゲスト出演した際には、役作りのために前歯を1本抜歯する「女優魂」を見せて話題となった。
2016年2月25日発売の対談・エッセイ本『酒井若菜と8人の男たち』の中で、膠原病の闘病中であることを明らかにした。
2023年、YouTubeチャンネル「酒井若芽チャンネル」を開設。
2024年4月、所属するA-teamが芸能関係業務の休業を発表したことを受け、同事務所を退所したことを自身のInstagramで報告した。
同年7月1日、アービングに所属することを報告した。

### 執筆活動
2008年6月20日に小説『こぼれる』を発売し作家としてデビュー、22日に握手会が開催された。これはブログ本を出版する話が転じて執筆を始めたものである。小説『こぼれる』の装画は実姉が描いている。
2012年5月12日にエッセイ『心がおぼつかない夜に』を発売した。公式ブログで「眠れない夜、悲しい夜、寂しい夜、不安な夜。とにかく夜に読む専用の本。」と綴っている。帯文は水道橋博士が人生のスローガンのお裾分けとして書いている。
2013年1月25日より、BOOKSTAND（ブックスタンド）配信の有料メールマガジン『水道橋博士のメルマ旬報』にて、コラム「酒井若菜の『くよくよしたって始まる!』」を連載。脱退後数年経ち、2018年11月、水道橋が療養に入った際は「リニューアルするまで2月までの期間限定ではありますが」と、期間限定で編集長代理を務めた。
2016年2月25日には芸能界で親交のある男性8人との対談をまとめたエッセイ集『酒井若菜と8人の男たち』を発売した。

## 人物
- 3歳年上の姉がいる[1]。
- 2016年に文章を書くことについて「自分の中で欠落している部分を補う絆創膏のようなもの。書くことによってバランスを取っているのだと思う」と語り、「執筆活動との相乗効果で女優業が伸びていってくれれば」と、女優業との両立を目指す姿勢を述べている[20]。
- 2017年の『朝日新聞』にて「（自分の人生の大きなテーマの一つとして、）『美しく生きたい』と、常々思っています」と述べた上で、「女優である自分が自分の私生活をさらすこと、考えを書き記すことという行為を貫くことで初めて『美しい』が生まれるのだと信じ、邁進したいと思います。そうすれば、背筋が一本ピンと通った自分の『歴史』を、私はこれからもずっと面白がって生きていけるような気がするのです」と述べている[21]。
- 女優業と文筆業を並行して活動を続けることには不安もあったというが、知人から「文章を演じる、という概念もある」「女優だからこそ、波瀾万丈な私生活を晒してゆけばいい」とアドバイスを受け、（活動に対する）迷いを絶つことができたという[21]。
- 読書が趣味で、“世の中で一番好きな本”として、太田光の『パラレルな世紀への跳躍』を挙げている。司馬遼太郎の書籍により歴史（特に江戸時代、幕末）への興味を強く持つようになったという（後述を併せて参照）。司馬の書籍の中では板垣退助が好きで、物語の中での脇役としての地位が自分と重なるところがあると発言している。結婚相手としては安定感のある千葉重太郎を挙げている。
- 2017年の記事にて、好きな書物の一つとして、橘曙覧の歌集『独楽吟』（どくらくぎん）を挙げている[22]。この書物に興味を持ったきっかけとして、正岡子規が「源実朝以後、歌人の名に値するものは橘曙覧ただ一人」と評したことを挙げているが、現代語訳されたものを読んでみて、「なんとほのぼのとした歌集なんだ！」と衝撃を受けて、そして「こんなにもほのぼのとしたものを称賛する感性って素敵」と、正岡も好きになったという[22]。
- 本人曰く、小説でも歴史上の人物でも、「私が興味を惹かれるのは、いつだって『寄り添う』人間の側」であると述べている。その例として、ゴッホを想うテオ、リンカーンを想うメアリーなどを挙げている[23]。
- 2009年11月23日の公式ブログにて、売れるきっかけとなり、長年にわたり自身を評価し続けてきたテリー伊藤への感謝[24]を記載した。
- 2013年1月1日の公式ブログにて、「文章に起こすという行為そのものが圧倒的な敬意」[25]と、水道橋博士への感謝を小娘物語（前編・後編）で綴っている。
- 2014年4月27日の公式ブログにて、舞台復帰作となった「イケナイコトカイ？」と、出演者および鈴木おさむへの感謝を、くよくよしたって始まる！（前編・後編）で記載している。自身はテリー伊藤、水道橋博士、鈴木おさむを描いた三部作[26]と綴っている。
- 2015年5月11日の公式ブログにて、「TwitterとInstagramをやめました」と発表。更新終了の理由を「私にはポップすぎた」として両アカウントを閉鎖、発信の場をメルマガとブログに整理するとしている[27][28]。その後2018年9月8日よりTwitterのみを再開した[29]。
- 文才にも長けており、連載中の『水道橋博士のメルマ旬報』にて、水道橋博士が書いた「博士による著者紹介」[30]の中で「大女優のキャリアを刻みながらも文章家であることを知ったのはつい最近の事。テリー伊藤さんを描いたBLOGの一文に心打たれた」と、高い評価を得ている。
- これまでに数回、闘病生活を余儀なくされている。19歳の時に膠原病を発病、このときは生活に大きな支障はなかったが、（先述のように）2005年に体調を崩して、約1年間の休業を余儀なくされた。この時のことを本人は後年、「夢の描きかた、希望の抱え方がさっぱりわからなくなり（、大きな挫折感を味わった）」と述べている[23]。この闘病生活の過程で、友人の薦めで司馬遼太郎『竜馬がゆく』を読み、これがきっかけで、歴史に興味を持ち、また文筆業に取り組むようになったという[23]。
- 2015年2月にリウマチを発症して、自身3度目の闘病生活に。この時は激痛により立ち上がれない、指が曲がってミカンの皮も剥けないなど症状が重症化。当時NHK連続テレビ小説『マッサン』など2作品を掛け持ちで出演中であり、台本や演出通りに演じることが困難になったのに加えて、日常生活にまで支障を来たすようになって、一時は引退も意識したが、薬による治療の効果で痛みもなく過ごせるようになった[31][32][33]。
- プロラグビー選手の田中史朗の妻と酒井が親類である[34]。

## 出演

### テレビドラマ
- サイコメトラーEIJI（1997年1月、日本テレビ）
- 消された私、女子高生の孤独!（1998年4月、テレビ朝日）
- 千年王国III銃士ヴァニーナイツ（1999年、テレビ朝日） - 福島美弥 役
- ぼくの彼女は外資系（1999年11月、日本テレビ）
- 悪いオンナ「シャッフル」（2000年3月、TBS） - 主演・律子 役
- 池袋ウエストゲートパーク（2000年、TBS） - リカ 役
- ラーメン屋源ちゃんの人情事件簿 札幌ススキノ殺人事件（2000年12月、TBS） - 宮田望 役
- 金田一少年の事件簿（2001年、日本テレビ） - 速水玲香 役
- 早乙女タイフーン（2001年7月 - 11月、テレビ朝日） - ヒナコ役
- ZZZ D-TODAY『恋愛裁判』（2001年11月、日本テレビ） - 主演・森凛 役
- es 危険な扉-愛を手錠で繋ぐ時-（2001年、テレビ朝日） - 森下麻紀 役
- 木更津キャッツアイ（2002年、TBS系） - モー子 役
- 恋セヨ乙女、もっと恋セヨ乙女（2002年、2004年、NHK） - 富田比奈子 役
- 私立探偵 濱マイク（2002年、読売テレビ・日本テレビ） - ミント 役
- ぼくが地球を救う（2002年、TBS） - 亀戸葉子 役
- ホーム&アウェイ（2002年、フジテレビ） - 秋葉原りる 役
- コーリュー（名古屋テレビ開局40周年記念ドラマ、2002年12月、名古屋テレビ） - 主演・加藤めぐみ 役
- 沈まない骨（シナリオ登龍門2002、2003年3月、日本テレビ）
- きみはペット（2003年、TBS） - 福島紫織 役
- 14ヶ月〜妻が子供に還っていく〜（2003年、読売テレビ・日本テレビ） - 堀川美弥 役
- マンハッタンラブストーリー（2003年、TBS） - 江本しおり 役
- ホームドラマ!（2004年、TBS） - 原口仁美 役
- ああ探偵事務所（2004年、テレビ朝日） - 井上涼子 役
- めだか（2004年10月 - 12月、フジテレビ） - 刈谷景子 役
- 徳川綱吉 イヌと呼ばれた男（2004年12月、フジテレビ） - お伝の方 役
- 87%（2005年、日本テレビ）
- 女王の教室 最終話（2005年、日本テレビ）
- 西遊記 第2話（2006年、フジテレビ） - 春麗 役
- 7人の女弁護士 第2話（2006年、テレビ朝日） - 美月/松村里美 役
- 黒い太陽（2006年、テレビ朝日） - 笑子 役
- 笑える恋はしたくない（2006年、TBS）
- 演歌の女王（2007年1月 - 3月、日本テレビ）
- わたしたちの教科書（2007年4月 - 6月、フジテレビ系） - 吉越希美 役
- ファースト・キス（2007年7月 - 9月、フジテレビ）
- 佐々木夫妻の仁義なき戦い（2008年1月 - 3月、TBS系）
- 妻たちからの三行半〜夫たちの(秘)離婚回避マニュアル〜（2008年2月1日、フジテレビ） - 檀上桃子 役
- フキデモノと妹 (第7回テレビ朝日21世紀新人シナリオ大賞ドラマ) （2008年3月1日、テレビ朝日） - 樋口純子 役
- ロス:タイム:ライフ（2008年4月12日、フジテレビ） - 佐々木真理子 役
- 恋のから騒ぎ 〜Love Stories V〜「電報を打つ女」（2008年10月10日、日本テレビ） - 主演・猫田美以亜 役
- BOSS（2009年4月30日、フジテレビ） - 樋口ゆかり 役
- 7万人探偵ニトベ（2009年4月 - 6月、BS朝日） - 中里由利 役
- スマイル（2009年6月、TBS） - 柴田佳代 役
- おひとりさま（2009年10月 - 12月、TBS） - 矢野冴子 役
- ニュース速報は流れた（2009年11月 - 、フジテレビワンツーネクスト） - 柴田レイコ 役
- Mother（2010年4月 - 6月、日本テレビ） - 鈴原芽衣 役
- 龍馬伝（2010年、NHK） - お徳 役
- うぬぼれ刑事 最終話（2010年9月17日、TBS） - 高峰（女刑事）役
- 霊能力者 小田霧響子の嘘（2010年10月24日、テレビ朝日） - 稲垣美里 役
- 恋する日本語 第7話「浮気の研究」（2011年3月4日、NHK） - 香織 役
- 生まれる。（2011年4月 - 6月、TBS） - 水川真帆 役
- 私立探偵・下澤唯（2011年7月22日、フジテレビ） - 渋川美雪 役
- それでも、生きてゆく 第6話・第7話（2011年8月11日・8月18日、フジテレビ） - 東雪恵 役
- 深夜食堂2 第18話（2011年12月、MBS） - ひとみ 役
- デカ 黒川鈴木 第10話（2012年3月8日、読売テレビ） - 田崎真知子 役
- 港町相撲ボーイズ（2012年3月20日、NHK総合）[注 7]
- イロドリヒムラ 第2話（2012年10月22日、TBS） - 木村彩 役
- シングルマザーズ（2012年10月 - 12月、NHK） - 難波水枝 役
- 終電ごはん（テレビ東京） - ワカナ 役
  - パイロット版（2013年7月1日）
  - レギュラー版（2013年10月7日 - 10月28日）
- 斉藤さん2（2013年7月 - 9月、日本テレビ） - 立花知佐子 役
- オンナ♀ルール 幸せになるための50の掟（2014年1月 - 3月、日本テレビ） - 河合美晴 役
- 軍師官兵衛（2014年、NHK） - りき 役
- 松本清張スペシャル 時間の習俗（2014年4月10日、フジテレビ） - 梶原美和子 役
- 獣医さん、事件ですよ 第6話（2014年8月7日、読売テレビ） - リンダ 役
- エンドレス アフェア〜終わりなき情事〜前編・後編（2014年8月23日・8月30日、LaLaTV） - 立花奈保子 役
- おやじの背中 第10話（2014年9月14日、TBS） - 野々宮 役
- 私たちがプロポーズされないのには、101の理由があってだな 第3話（2014年11月18日、LaLaTV） - まどか 役
  - 私たちがプロポーズされないのには、101の理由があってだな Season2 第9話（2015年10月28日）
- 女はそれを許さない 第4話（2014年11月11日、TBS） - 横森紗英 役
- NHK連続テレビ小説
  - マッサン（2015年1月 - 3月、NHK） - 中島チエ 役
  - おむすび（2024年10月17日 - 、NHK） - 四ツ木幸子 役
- Dr.倫太郎（2015年4月 - 6月、日本テレビ） - 中西まどか 役
- ボクの妻と結婚してください。（2015年5月 - 6月、NHK BSプレミアム） - 川口葉子 役
- 金曜プレミアム アンダーウェア（2015年11月13日 - 12月4日、全4話フジテレビ） - 西沢瑞希 役
- 松本清張ドラマスペシャル 黒い樹海（2016年3月13日、テレビ朝日） - 町田知枝 役
- 火の粉 第4・5話（2016年4月23日 - 4月30日、東海テレビ） - 池本杏子 役[35]
- 遺産相続弁護士 柿崎真一（2016年7月7日 - 9月22日、読売テレビ・日本テレビ） - 水谷美樹 役 [36]
- 潜入捜査アイドル・刑事ダンス 第9話（2016年12月3日、テレビ東京） - 佐藤和子 役
- 幕末グルメ ブシメシ!（2017年1月10日 - 2月28日、NHK BSプレミアム） - お菊 役
  - 幕末グルメ ブシメシ!2（2018年1月10日 - 2月21日）
- 三匹のおっさん3〜正義の味方、みたび!!〜 第6話（2017年2月24日、テレビ東京） - 佐々木いずみ 役
- 遺留捜査4 第2話（2017年7月20日、テレビ朝日） - 西崎みちる 役
- 下北沢ダイハード 第4話（2017年8月12日、テレビ東京） - 椎名照美 役
- 月曜名作劇場 西村京太郎サスペンス 十津川警部シリーズ4 「愛と裏切りの伯備線」（2017年10月16日、TBS） - 朝妻みゆき（皆生温泉の旅館若女将） 役
- 60 誤判対策室（2018年5月 - 6月、WOWOW） - 中倉綾子（マミ[37]） 役[38]
- 透明なゆりかご（2018年7月20日 - 9月21日、NHK総合） - 青田史香 役[39]
- グッド・ドクター 第8話（2018年8月30日、フジテレビ） - 早見香織 役[40]
- さすらい温泉♨遠藤憲一 第7話（2019年2月26日、テレビ東京） - 澤井和佳奈 役[41]
- 絶叫（2019年3月 - 4月、WOWOW） - 樹里 役[42]
- 離婚なふたり（2019年4月5日・12日、テレビ朝日） - 新海恵 役
- 24時間テレビ 愛は地球を救う42 スペシャルドラマ 「絆のペダル」（2019年8月24日、日本テレビ） - 宮澤妙子 役[43]
  - 24時間テレビ 愛は地球を救う44 スペシャルドラマ「生徒が人生をやり直せる学校」（2021年8月21日、日本テレビ） - 木の葉陸也の母 役[44]
- 死役所 第2話（2019年10月24日、テレビ東京） - 荻野泉水 役[45]
- 絶メシロード（テレビ東京） - 須田佳苗 役[46]
  - season1（2020年1月25日 - 4月11日）
  - 2021年元日スペシャル（2021年1月2日）
  - season2（2022年8月27日 - 10月15日）
- 警視庁・捜査一課長 2020 第5話（2020年5月7日、テレビ朝日） - 赤堀ルリ子 役[47]
- 猫（2020年11月14日 - 12月19日、テレビ東京） - トキ 役
- ホメられたい僕の妄想ごはん （2021年7月11日 - 9月26日、BSテレ東） - 立花葵 役[48]
- IP〜サイバー捜査班 第6話（2021年8月19日、テレビ朝日） - 三好祐美子 役[49]
- シジュウカラ（2022年1月8日 - 3月26日、テレビ東京） - 橘冬子 役[50]
- 脚本芸人 第3夜（2022年6月24日、フジテレビ）- 育恵 役[51]
- 三千円の使いかた（2023年1月7日 - 2月9日、東海テレビ・フジテレビ） - 小田街絵 役[52]
- 育休刑事 第3話（2023年5月2日、NHK総合・NHK BS4K） - 阿出川香里 役
- 合理的にあり得ない〜探偵・上水流涼子の解明〜 第7話（2023年5月29日、関西テレビ・フジテレビ） - 石原歩美 役[53]
- 何かおかしい2 第10話（2023年6月7日、テレビ東京） - 京極マリア 役
- NHKスペシャル “宗教2世”を生きる ドラマ編「神の子はつぶやく」（2023年11月3日、NHK総合） - 小宮直子 役[54]
- あれからどうした 第3話「制服を脱いだ警察官」（2023年12月28日、NHK総合） - 宇佐美紀子 役[55]
- 瓜を破る〜一線を越えた、その先には（2024年1月24日 - 3月20日、TBS） - 味園美由紀 役[56]
- 【特集ドラマ】むこう岸（2024年5月6日、NHK総合）- 佐野希美 役[57]
- Shrink-精神科医ヨワイ-（2024年8月31日 - 9月14日、NHK総合・NHK BSプレミアム4K） - 岩国真紀 役[58]
- スメルズ ライク グリーン スピリット（2024年9月20日 - 、MBS） - 三島香葉 役[59]
- 若草物語-恋する姉妹と恋せぬ私-（2024年10月6日 - 12月15日、日本テレビ） - 佐倉治子 役[60]
- マイ・ワンナイト・ルール（2025年1月8日 - 2月26日、テレビ東京） - 叶美琴 役[61]
- ススキノ・インターン〜マーケ学生ユキナの、スナック立て直し記〜（2025年3月22日 - 30日、北海道テレビ） - 舞 役[62][63]
- 天久鷹央の推理カルテ 第1話（2025年4月22日、テレビ朝日） - 香川由佳 役[64]
- 恋愛禁止 第3話 - （2025年7月17日 - 、読売テレビ・日本テレビ） - 倉島直美 役[65]

### その他テレビ番組
- 真夜中の王国03（NHK BS-2） - 司会
- 力の限りゴーゴゴー!!（フジテレビ）
- グラビアの美少女（MONDO21）
- こんなステキなにっぽんが（2009年9月、NHK） - 旅人
- アジアンスマイル（2009年9月、NHK）ナレーション
- NHKスペシャル「MEGAQUAKE 巨大地震-TUNAMI-」（2010年3月、NHK総合） - ドラマシーン出演
- 「にっぽん紀行 北海道新得高校〜それぞれの春」（2012年4月30日、NHK総合） - ナビゲーター
- 終電ごはん（テレビ東京、2013年 - ）
- 志村けんのバカ殿様（フジテレビ）

### WEBドラマ
- 電撃婚〜perfume of love〜（2010年8月 - 11月、NTTドコモ携帯電話配信ドラマ BeeTV） - 久住円 役
- いぬのメリー 幸せを運ぶ伝書犬 （2011年2月 - 5月、NTTドコモ携帯電話配信ドラマ BeeTV） - 主演・満智子 役
- アンダーウェア（2015年秋、Netflix） - 西沢瑞希 役[注 8]
- U-NEXT presents 「君と会えた10＋3回」（2020年3月、U-NEXT） - 小倉（演：塚本高史）の妻 役[67]
- 覆面D（2022年10月15日 - 、 ABEMA） - 前田信子 役[68]

### 映画
- トワイライトシンドローム〜卒業〜（2000年） - 主演・安堂友里 役
- 無問題2（2001年） - 太田由美子 役
- 化粧師 KEWAISHI（2002年） - 三枝しのぶ 役
- 木更津キャッツアイ 日本シリーズ（2003年） - モー子 役
- 恋の門（2004年） - 主演・証恋乃 役
- 木更津キャッツアイ ワールドシリーズ（2006年） - モー子 役
- 虹の女神（2006年） - 浅倉今日子 役
- 舞妓Haaaan!!!（2007年） - 豆福 役
- 天使の恋（2009年） - 潮田香里 役
- 道〜白磁の人〜（2012年6月9日、日韓共同制作） - 大北咲 役
- 遺体 明日への十日間（2013年2月23日） - 大下孝江 役
- あぁ…閣議（2013年3月9日） - 崎本仁美 役
- バイロケーション 表 / 裏（2014年1月18日・2月1日） - 門倉真由美 役
- 劇場版エンドレスアフェア 終わりなき情事（2014年10月11日） - 立花奈保子 役
- グレイトフルデッド（2014年11月1日） - 冴島明日香 役
- LOVEHOTELに於ける情事とPLANの涯て（2019年1月18日） - 詩織 役
- 午前0時、キスしに来てよ（2019年12月6日） - 花澤陽子 役[69]
- シャイロックの子供たち（2023年2月17日、松竹） - 滝野真の妻 役

### CM
- 秋葉原電気まつり（1997年、酒井美幸名義）※ 安めぐみらと共演
- J-PHONE（現・ソフトバンクモバイル） 写メール ※ 藤原紀香と共演
- 花王 ソフィーナ ベリーベリー（2002年 - ）
- サッポロビール 北海道生搾り
- アサヒビール Dew
- 東京ガス ガス・パッ・チョ（小野妹子 役）

### ラジオ
- オレたちXXXやってま〜す木曜日（1999年10月 - 2000年9月、毎日放送）
- 岡田惠和 今宵、ロックバーで〜ドラマな人々の音楽談義〜　第126回（2014年8月2日、NHK-FM）[70]

### ラジオドラマ
- FMシアター　散歩する侵略者～鳴海と真治の二週間～（2010年3月13日、NHK-FM） - 鳴海 役[71]
- FMシアター　はるかぜ、氷をとく（2021年3月13日、NHK-FM）[72]

### 舞台
- BOYS BE…ALIVE TRY AGAIN（2000年4月、博品館劇場）日替わりゲスト
- 朗読劇 『不帰の初恋、海老名SA』高橋一生×酒井若菜、脚本・演出：坂元裕二(2012年9月28日、DDD AOYAMA CROSS THEATER)
- 鈴木おさむ劇場『イケナイコトカイ？』（2014年3月27日 - 30日、本多劇場）
- 朗読劇 『不帰の初恋、海老名SA/カラシニコフ不倫海峡』高橋一生×酒井若菜、脚本・演出：坂元裕二(2014年6月3日、草月ホール)
- 朗読劇『美幸』脚本・演出：鈴木おさむ（2024年1月12日 - 14日、シアターマーキュリー新宿）[73]
- 方南ぐみ企画公演 朗読劇『青空』脚本・演出：㭴田正剛（2025年2月5日、俳優座劇場）[74]

### Web
- 酒井若菜インタビュー モッテコ書店（2006年）
- My VAIO MAGAZINE 女優・酒井若菜が語る、本と私の深い関係（2013年1月10日、SONY My VAIO MAGAZINE)

## 作品

### 写真集
- 神様の繭（1999年4月、英知出版、撮影：小沢忠恭）ISBN 4-7542-1224-X
- 予感（1999年11月、ワニブックス、撮影：井ノ元浩二）ISBN 4-8470-2553-9
- wakana―酒井若菜オフィシャルPHOTOブック（2000年4月、祥伝社、撮影：鎌田秀子）ISBN 4-396-42013-7
- do-dai?（2000年9月、ワニブックス、撮影：渡辺達生）ISBN 4-8470-2579-2 - フィギュア付き写真集
- どうしても、酒井若菜（2000年12月、朝日出版社、撮影：渡辺達生）ISBN 4-255-00064-6 - デジカメ対応写真企画
- アトラス―WAKANA SAKAI in MOROCCO（2000年12月、小学館、撮影：平地勲）ISBN 4-09-372041-X
- 若菜（2001年3月9日、集英社、撮影：平地勲）ISBN 4-08-780322-8
- Parapara Wakana（2001年5月、朝日出版社、撮影：渡辺達生）ISBN 4-255-00083-2
- 酒井若菜BOXセット Wakanadas 2001年度版（2001年7月26日、祥伝社、撮影：円山正史）ISBN 4-396-42032-3
- Wakana Sakai DIARY 2002-2003（2002年2月、角川書店、撮影：西田幸樹）ISBN 4-04-900264-7
- 彩（2002年6月、ワニブックス、撮影：平地勲）ISBN 4-8470-2713-2
- 素肌（2002年9月、祥伝社、撮影：小沢忠恭）ISBN 4-396-42039-0
- μ-wakana（2005年6月、小学館、撮影：イジマ カオル）ISBN 4-09-101221-3
- 月刊酒井若菜(SHINCHO MOOK 123)（2009年11月、新潮社、撮影：笠井爾示）ISBN 978-4-10-790209-2
- I LOVE YOU（2013年8月26日、ワニブックス、撮影：ND CHOW）ISBN 978-4-8470-4573-8

### DVD
- 日テレジェニック'99 酒井若菜 Voices（2000年1月21日、バップ）
- 天使のたまご（2000年5月25日、ハピネット・ピクチャーズ）
- BODY WAVE Vitamin Wakana（2001年9月29日、TDKコア）
- 酒井若菜:ATLAS（2002年8月25日、デジキューブ）

## 書籍

### 小説
- こぼれる(2008年6月、春日出版）ISBN 978-4-86321-067-7

### エッセー
- 心がおぼつかない夜に(2012年5月、青志社) ISBN 978-4-905042-47-1
- 酒井若菜と8人の男たち（2016年2月、キノブックス）ISBN 978-4-908059-32-2

### 連載コラム
- 酒井若菜の『くよくよしたって始まる!』(水道橋博士のメルマ旬報、 Vol.6 2013年1月25日号 - 、BOOKSTAND)